# Grande roue de Hong Kong
La Grande roue de Hong Kong (香港摩天輪) est une grande roue de 60 mètres de haut installée à Hong Kong dans le quartier de Central depuis 2014. Elle dispose de 42 télécabines dont une télécabine VIP avec des sièges en cuir et un sol en verre. Toutes les télécabines sont équipées de climatiseurs et de systèmes de communication, et peuvent accueillir un maximum de huit personnes, à l'exception de la télécabine VIP qui ne peut accueillir que 5 personnes. Chaque trajet comprend deux à trois tours et dure environ 15 minutes.
Elle est actuellement exploitée par The Entertainment Corporation Limited (TECL) qui s'est associé à AIA Group pour exploiter le parc AIA Vitality situé à proximité.

## Contexte

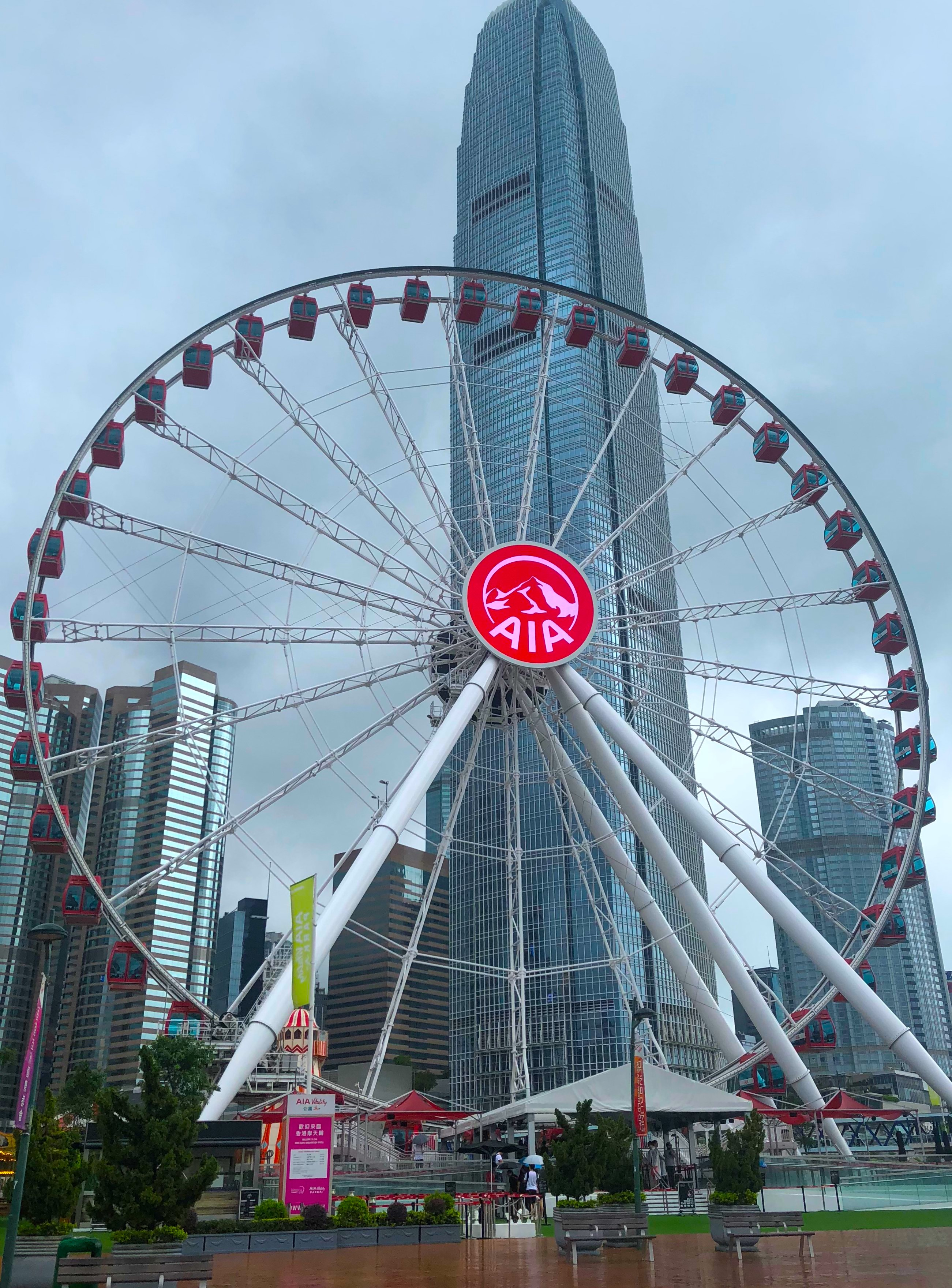
Vue de la roue avec l'International Finance Centre en arrière-plan.

En mai 2013, le département des terrains (en) loue 9 620 m² entre les embarcadères de Central n°9 et 10 pour installer l'attraction. Cette zone se situe sur le terre-plein de Central et Wan Chai (en) qui surplombe Victoria Harbour. 90% du site entourant la roue dispose de points de vente de nourriture et de boissons, et des spectacles sont organisés sur la place tout au long de l'année pour tous les âges. La roue est conçue pour s'adapter au climat et à la météo de Hong Kong, et est construite selon les normes du département des services électriques et mécaniques (en) et TUV.
La roue a eu deux propriétaires. Le propriétaire précédent était Swiss AEX et le propriétaire actuel est The Entertainment Corporation Limited (TECL). En 2014, Swiss AEX attendait 1 million de passagers par an, ce qui équivaut environ à une moyenne de 2 740 passagers par jour. Après le transfert de propriété en 2017, TECL annonce avoir atteint 1 million de passagers moins de 7 mois après l'ouverture.

## Propriété
La grande roue est présentée pour la première fois par Swiss AEX, une entreprise qui revendique son expérience dans les opérations de grande roue depuis plus d'une décennie, et qui s'était associé à Hong Kong Telecom (en) (HKT) pour ce projet.
En 2017, le gouvernement attribue la deuxième durée du contrat d'exploitation à The Entertainment Corporation Limited (TECL), qui doit commencer en septembre 2017. TECL publie ensuite une déclaration disant qu'elle « proposera un prix de billet par trajet nettement inférieur ». La roue ferme au public en août, lorsque le différend sur le transfert de sa propriété entraîne une impasse entre les opérateurs d'origine et les nouveaux opérateurs. Le secrétaire au développement (en) déclare que la roue pourrait être démontée et fermée pendant 2 ans jusqu'à ce qu'une nouvelle soit construite par TECL. Swiss AEX, l'ancien propriétaire de la roue, décrit l'entreprise « sans aucune expérience de l'utilisation de roues d'observation ». Le 6 septembre 2017, un accord est conclu entre TECL et Swiss AEX qui sauve la roue de la démolition.
En novembre 2017, TECL annonce que la roue sera rouverte au public le 20 décembre 2017 dans le cadre du nouveau parc AIA Vitality, avec une gamme d'événements, d'attractions et d'activités liés à la santé et au bien-être.

## Controverse

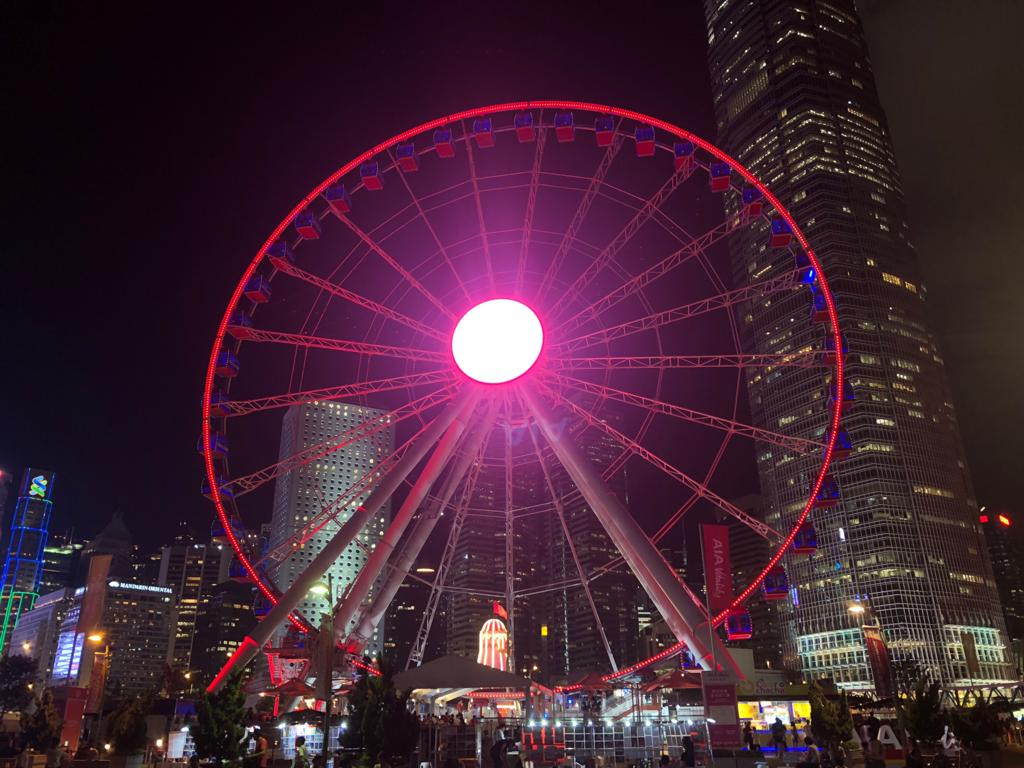
Éclairage nocturne de la Grande roue de Hong-Kong

La décision du gouvernement de construire une grande roue à cet endroit est controversée.
Certaines personnes remettent en question la nécessité de construire une telle attraction touristique, considérant que cela semble inutile puisque la vue est facilement affectée par les conditions météorologiques variables. Le président de la Commission Harbourfront, Nicholas Brooke, manifeste son soutien à ce projet de développement dans une interview. Cependant, la Commission Harbourfront n'a aucun pouvoir exécutif, donc la controverse continue.
En dehors de cela, bien que le contrat d'exploitation de ce site touristique ait été attribué en 2013, le projet est retardé à plusieurs reprises. Le public s'est plaint du manque de promotion et d'information.
La sécurité est également controversée après la publication d'une photo prise par un grimpeur casse-cou se montrant assis sur le sommet de la roue. Cette photo est décrochée avant le jour de l'ouverture de la roue au public. Cela met en lumière les problèmes de sécurité de la roue.

## Dans la culture populaire
La Grande roue de Hong Kong apparaît dans le film Godzilla vs Kong (2021) où elle est détruite durant un affrontement entre les deux monstres. Son ensemble d'éclairage est représenté en vert dans le film au lieu du rouge habituel.